# Конрад II (герцог Меранский)
Конрад II (нем. Konrad II. von Meranien; ок. 1155 — 8 октября 1182) — герцог Мерании (Далмации) с 1159 года, граф Дахау (под именем Конрад III) с 1172 года. Представитель рода Виттельсбахов.
Единственный ребёнок Конрада I Меранского и Матильды фон Фалькенштейн.
К моменту смерти отца находился ещё в раннем детском возрасте.
В 1172 году получил графство Дахау от своего дяди Арнольда. В последующих документах иногда называется герцогом Дахау.
Умер бездетным и был похоронен в Шейерне рядом с предками. Его меранские владения перешли к Андексам, графство Дахау — к герцогу Баварии Оттону I Виттельсбаху.